# Zébu laitier australien
Le zébu laitier australien est une race bovine australienne. Le nom est parfois abrégé en AMZ. (en anglais, australian milking zebu)

## Origine
Cette race récente a été créée dans les années 1950 en ferme expérimentale dans le but de produire du lait en zone de climat tropical défavorable aux races traditionnelles européennes. Pour ce faire on a croisé les races les plus performantes d'Australie. D'un côté les zébus sindhi rouge et sahiwal, de l'autre la race européenne laitière la plus tolérante à la chaleur, la jersiaise. Après quelques difficultés, notamment l'arrêt de lactation après séparation du veau, la sélection a abouti à une population stable dont les performances atteignent 75 % de la productivité de la jersiaise. La race sahiwal a donné des résultats supérieurs à la race sindhi rouge, mais les deux origines sont présentes dans la phylogénie de cette race.
Plus tard, une part mesurée de semence d'illawarra, guernesey et holstein-friesian a été apportée.

## Morphologie
Elle porte généralement une robe fauve conforme à celle de la jersiaise, mais l'influence zébuine peut donner des robes rouges ou les autres races européennes, des taches noires. C'est une race de taille moyenne. Son poids adulte est de 500 kg. Sa morphologie trahit son aptitude laitière: mamelle bien développée et bien proportionnée, bassin apte aux vélages faciles et ossature perceptible sous la peau.

## Aptitudes
C'est une race classée laitière. Elle donne 4 000 kg par lactation, répartie sur une période continue de 12 mois, avec un taux protéique très important de 3,5 à 4 % et un taux butyreux de 4,5 %. En zone de climat tropical, c'est une excellente performance. Cependant, cette performance nécessite une stabulation avec affouragement riche.